# Mark Sherman
Mark Sherman (New York, 1957. április 17. –) dzsessz-vibrafonos, zongorista, dobos, és klasszikus ütőhangszer-játékos.
Egyik dala (Changes in My Life) 10 millió feletti megtekintést ért el Ázsiában a YouTube-on.

## Pályakép
Iskola: Juilliard School
Sherman a világ olyan híres karmestereivel is dolgozott, mint Leonard Bernstein, Sir Georg Solti, Zubin Mehta, Herbert von Karajan. Dzsessz-zenészként pedig Kenny Barron, Peggy Lee, Wynton Marsalis, Joe Lovano, Michael Brecker, Larry Coryell és mások zenésztársa volt.
Az egyik legkeresettebb stúdiózenész volt, két tucat film közreműködője, köztük az Oroszlánkirályé is.